# 바다의 날 (대한민국)
바다의 날은 5월 31일이다. 해양수산부 주관으로 바다 관련 산업의 중요성과 의의를 높이고 국민의 해양사상을 고취하며, 관계종사원들의 노고를 위로하는 행사를 개최하는 대한민국의 기념일이다.